# كلاثرين
الكلاثرين (بالإنجليزية: Clathrin)‏ هو بروتين يلعب دورًا رئيسيًا في تكون الحويصلات المُغلفة. عُزلَ الكلاثرين لأول مرة في عام 1976 بواسطة باربرا بيرس والتي أطلقت عليه هذا الاسم أيضًا.